# Arcadio Romero Boelle
Arcadio Romero Boelle (Lugo, 1908 - La Coruña, 1956) fue un dibujante, publicista y pintor.

## Biografía
Nació en Lugo, Galicia, hijo de Gerardo Romero Quiroga, empleado de banca e inspector de alcoholes de Hacienda, y de María Boelle Díaz, maestra, el sábado 4 de julio de 1908, siendo el sexto de siete hermanos.
Sus inquietudes artísticas e intelectuales le llevaron a participar activamente en la vida cultural de la ciudad compartiendo tertulia en el café España o en el Hielo Bar a finales de los años veinte y comienzos de los treinta con figuras como Ánxel Fole, Francisco Lamas, Anxel Xoan y Luis Manteiga, entre otros. Mantuvo también estrecha relación con Insua Bermúdez y con Manuel Colmeiro Guimarás que realizaron de él sendos retratos al carbón. Romero Boelle y Colmeiro, junto con otras figuras destacadas de las letras y la plástica gallegas de la época, colaboraron en la revista YUNQUE, dirigida por Ánxel Fole que publicó varios números entre 1931 y 1932. También se interesó  por la fotografía, formando parte en la exposición “Primer Salón de Otoño”, celebrada en el Círculo de las Artes de Lugo en el año 1935. 
El 20 de febrero de 1936 se constituyó el primer ayuntamiento de izquierdas en Lugo, presidido por Francisco Lamas y de cuya corporación formó parte Romero Boelle que era militante de Izquierda Republicana. El 24 de julio fue cesado por orden del Comandante Militar de la plaza. Fue movilizado, junto con el reemplazo de 1929, incorporándose a la cuarta Compañía del veinte Batallón del Regimiento de Infantería de Zamora N.º 29 el 20 de septiembre de 1938 con la que pasó 6 meses destinado en la primera línea del Frente de Cataluña. Licenciado el 31 de mayo de 1939 por desmovilización de su quinta, regresa a Lugo. 
En 1942 comienza a trabajar en El Progreso de Lugo decorando las diversas secciones del periódico. Durante estos años Romero Boelle desarrolló una labor pictórica intensa que tuvo su culminación en su primera exposición de estampas gallegas celebrada en el Palacio de la Diputación Provincial en octubre de 1943, con gran éxito de crítica y público. En 1944 contrae matrimonio con Marianela Quiroga Quiroga con la que tendrá dos hijas. En ese mismo año entra a trabajar en las oficinas de la  representación provincial de Tabacalera S.A. en Lugo. En mayo de 1946 realiza una nueva exposición en el Casino de Vigo. En octubre de este mismo año Romero expone de nuevo en Lugo, en el Palacio de la Diputación Provincial. Al año siguiente, en el verano de 1947, participa en la Primera Exposición Colectiva de Pintores Lucenses, organizada por el Círculo de las Artes de Lugo.
A lo largo de todos estos años Romero Boelle  compaginó su trabajo como administrativo  en las oficinas de la  Representación de Tabacalera S.A. en Lugo con la impartición de clases de dibujo y pintura y con sus tareas como publicista comercial para la empresa del Central Cinema (hoy desaparecida) y para varias marcas comerciales, para las que realizó una amplia serie de carteles publicitarios en los que cultivó un grafismo geométrico de estilo similar al de algunas de las ornamentaciones que había realizado para la revista YUNQUE o en el periódico La voz de la verdad en los años treinta. Así mismo tomó parte activamente  en la vida cultural e intelectual de la ciudad a través de su participación en la tertulia que, desde finales de los años cuarenta, se reunía primero en el Cantón Bar y después en el hotel Méndez Núñez. Su colaboración en algunos de los proyectos que se gestaban en dicha tertulia le llevó a ilustrar, además del  libro de Fole, la obra de G. Paz López: Puertomarín. Monografía geográfica de una villa medieval con dos estampas y a realizar una estampa, con un motivo rural, que constituyó el colofón de la primera edición de Terra Chá de Manuel María, del que, además, se ocupó de la maquetación y de la portada.
En noviembre de 1954 realiza una nueva “Exposición De Pintura Moderna”, en una sala de Lugo.
Romero Boelle fallece en un accidente de tráfico, en Nós, el 26 de octubre de 1956.
Dos de sus estampas son propiedad del Museo Provincial de Lugo: la titulada Orballeira n´a rúa fue donada por su viuda, Marianela Quiroga y figura catalogada como Vista de un rincón de la Plaza del Campo; la otra, titulada Diciona, figura en el catálogo como Viejo caserón y fue adquirida por el museo en mayo de 1964. Ninguna de ellas está expuesta al público en la actualidad.
- Datos: Q5702590